# مینولتا ای‌ال-اف
مینولتا ای‌ال-اف (به انگلیسی: Minolta AL-F) یک دوربین عکاسی ۳۵ میلی‌متری ساخت شرکت مینولتا است.